# I Need You for Christmas (EP)
I Need You for Christmas è il primo EP della cantante romena Inna. Il primo singolo, dal titolo omonimo, è stato promosso in Europa attraverso il finanziamento delle etichette discografiche Roton e Ultra Records.

## Descrizione
Il primo singolo è stato pubblicato ufficialmente sul sito ufficiale di Inna come promozione dell'EP. Nel giorno della vigilia di Natale è stato pubblicato come singolo promozionale per le radio rumene il brano "O, ce veste minunata!", canzone natalizia popolare in Romania, I due brani compongono l'intera tracklist. 
Nelle classifiche rumene, il singolo e l'EP vengono contati come un unico prodotto, perciò l'album si piazza nella sezione dei singoli e non degli album.

## Tracce
1. I Need You for Christmas (2:39)
2. O, Ce veste minunata! (2:55)

## Classifiche
| Classifica (2009) | Posizione Migliore |
| ----------------- | ------------------ |
| Romania           | 97                 |

## Date di pubblicazione
| Regione | Data             | Formato          | Etichetta            |
| ------- | ---------------- | ---------------- | -------------------- |
| Romania | 12 dicembre 2009 | Digital Download | Roton, Ultra Records |